# Libre consortium municipal d'Enna
Le libre consortium municipal d'Enna (en italien : Libero consorzio comunale di Enna) est un libre consortium municipal de Sicile, en Italie.
Son chef-lieu est Enna.

## Géographie
Situé au centre de l'île de Sicile, le libre consortium municipal d'Enna est le seul territoire sicilien sans littoral.

## Économie
L'activité agricole est très intense et le libre consortium municipal compte plus de 5 000 entreprises diversifiées principalement dans la culture du blé dur mais aussi de l'olive pour la production de l'huile d'olive, de l'amande et des noisettes. Dans la zone de Catenanuova et Centuripe, se trouvent les orangeraies et les vignobles ainsi qu'une aire production de safran.

## Administration

### Préfets d'Enna
Liste des préfets d'Enna,
- 1927 - 1930 : Giuseppe Rogges (1874 - ?)
- 1930 - 1932 : Gaetano Cancelliere (1882 - 1956)
- 1932 - 1934 : Gaetano Adolfo Contegiacomo (1879 - 1956)
- 14 septembre 1934 - 22/02/1937 : Ascanio Marca (1883 - 1937)
- 1937 - 1938 : Alfonso conte Gaetani (1903 - ?)
- 1938 - 1940 : Giovanni Dolfin (1902 - 1968)
- 1940 - 1942 : Guido Sandonnino (1889 - 1982)
- 1942 - 1943 : Emanuele De Rosa (1882 - 1955)
- 18/08/1943-22/11/1943 : Antonio Dessina (1895 - 1979)
- 23/11/1943 - 28/02/1946 : Ferruccio Bruno (1887 - 1946)
- Guido Saladino
- Giorgio Milone
- 2005 : Carmela Elda Floreno
- 2009 : Giuliana Perrotta
- 2011 : Clara Minerva
- 29 décembre 2013-2015 : Fernando Guida

## Commissaire extraordinaire
Le libre consortium est dirigé par un commissaire extraordinaire, nommé par et représentant le président de la région sicilienne.
- ?-09/2016 : Angela Scaduto[4]
- 26/09/2016[4]-01/2018[5] : Margherita Rizza
- Ferdinando Guarino[6]